# Горенє Полє
Горенє Полє (словен. Gorenje Polje) — поселення в общині Доленьське Топлице, регіон Південно-Східна Словенія, Словенія. Висота над рівнем моря: 184,2 м.